# FK 테플리체
FK 테플리체(체코어: FK Teplice)는 테플리체를 연고로 하는 체코의 축구 클럽이다. 1945년 창단했으며 1996년 감브리누스리가로 승격되었다. 2003년 체코 컵에서 처음으로 우승을 차지했다.

## 성적
- 체코 컵 2회 우승 (2002-03, 2008-09)

## 선수 명단

### 현역
참고: FIFA 자격 규정에 따라 소속된 국가대표팀 국기를 표시합니다. 선수는 복수의 FIFA 비회원국 국적을 가지고 있을 수 있습니다.
| 번호 | 포지션 | 국적   | 이름            |
| ---- | ------ | ------ | --------------- |
| 12   | FW     | 이집트 | 모하메드 야세르 |

| 번호 | 포지션 | 국적   | 이름        |
| ---- | ------ | ------ | ----------- |
| 25   | FW     | 세네갈 | 압달라 느닝 |

## 역대 감독
| 감독        | 임기 |
| ----------- | ---- |
| 미할 빌레크 | 2001 |